# NGC 273
NGC 273 là một thiên hà hình hạt đậu trong chòm sao Kình Ngư, được William Herschel phát hiện vào ngày 10 tháng 9 năm 1785.